# هاشم بن القاسم الحراني
هاشم بن القاسم الحراني هو هاشم بن القاسم بن شيبة بن إسماعيل بن شيبة القرشي مولاهم، أو محمد الحراني.

## روى عن
يعلى بن الأشدق، عيسى بن يونس، بشر بن بكر، ابن وهب، عتاب بن بشير، مبشر بن إسماعيل، سكين بن بكير، محمد بن سلمة الحراني وغيرهم.

## روى عنه
ابن ماجه، أبو بكر بن أبي عاصم، أنس بن مسلم الخولاني، الحسن بن هارون بن سليمان الأصبهاني، ابن أبي الدنيا، ابن ناجية، أبو الأذان عر بن إبراهيم الحافظ، أبو عرُوبة وآخرون.

## قالوا عنه
قال ابن أبي حاتم: كتب إليّ وإلى أبي ببعض حديثه، محله الصدق.
ذكره ابن حبان في الثقات، وقال هو وأبو عروبة: مات في جمادى الآخرة سنة ستين ومائتين وقد جاوز التسعين، زاد أبو عروبة: كتبنا عنه قديماً ثم عاش بعد ذلك إلى أن كبر وتغير.
لم يروِ له أحد من أصحاب الكتب الستة غير ابن ماجه.